# Zamek biskupów krakowskich w Sławkowie
Zamek biskupów krakowskich w Sławkowie – zamek z XIII wieku w Sławkowie w powiecie będzińskim, wpisany do rejestru zabytków nieruchomych województwa ślaskiego, zachowany w stanie ruiny.

## Historia

### Okres rządów Pawła z Przemankowa
Zamek datowany jest na drugą połowę XIII wieku. Usytuowany był na skłonie wzniesienia opadającego w kierunku Białej Przemszy. Miał za zadanie bronić dostępu do miasta od strony Krakowa. Dzięki wymiarom 124 x 90 m oraz murom obronnym o grubości 2–3 m i wysokości 6–7 m konkurować z nim mogły jedynie podobne ówczesne zamki książęce w Opolu i Wrocławiu. Jego mury wzmocnione były usytuowanymi centralnie na skrzydłach prostokątnymi półbasztami. Warownia prawdopodobnie zaliczała się do typu zamków kasztelowych.
Budowę zamku rozpoczęto przypuszczalnie przed rokiem 1283 z inicjatywy biskupa krakowskiego Pawła z Przemankowa. W 1283 prace zostały przerwane z powodu uwięzienia i odebrania własności biskupowi przez księcia Leszka Czarnego. W roku 1284 książę i biskup zawarli ugodę i dzięki odszkodowaniu budowę zamku wznowiono. Jego wielkość i rozmach projektu została jednakże ograniczona przez Leszka Czarnego oraz przez ówczesne prawo dotyczące zakazu budowy zamków przez feudałów świeckich i duchownych. Do półbaszty południowo-wschodniej na jego skrzydle przybudowano tylne ściany, zmieniając ją w wieżę mieszkalno-obronną, którą otoczono fosą i parkanem.
„Wielki” pierwotny zamek mimo swojego nowatorstwa był (może wskutek pośpiechu w jego budowie) obiektem o niskiej jakości technicznej. Mury były bardzo płytko fundamentowane, wzniesione z łamliwego dolomitu, wiązanego dość słabą żółtą zaprawą piaskowo-wapienną z dużą zawartością piasku. Dostawiona później do półbaszty część młodsza miała znacznie głębszy fundament, a zbudowano ją z bardzo twardego wapienia, spojonego silną zaprawą wapienną z dużą zawartością wapna. Do muru wieży mieszkalno-obronnej przylegał ryzalit wejściowy oraz mur kanału ściekowego latryny, umieszczonej prawdopodobnie w położonym wyżej wykuszu. Do wyrobu kamieniarki „małego” zamku użyto, prócz białego wapienia, również piaskowca koloru białego i umożliwiającego osiągnięcie efektu wielobarwności budynku piaskowca czerwonego. Ten ostatni pochodził z Góry Parcze w pobliskim Olkuszu. Detal miał, jak wskazuje na to obecność portali o pełnych łukach, charakter przynajmniej częściowo późnoromański. Kamieniarka okien była bardzo wysokiej jakości. Wieża nie miała sklepień nawet na najniższym, piwnicznym poziomie, który przykrywał jedynie strop.
W roku 1289 biskup opowiedział się przeciwko Henrykowi IV Probusowi, doprowadzając do zajęcia Krakowa przez Władysława Łokietka. Książę śląski w zamian uwięził biskupa i w drodze na Kraków zajął zamek oraz oddał go pod opiekę Henrykowi z Woszowa. Wydarzenie to było jednocześnie pierwszą zachowaną wzmianką na temat zamku sławkowskiego. Świadczy ono o tym, że zamek był już wówczas zdolny pełnić funkcje mieszkalno-obronne.

### Okres rządów Jana Muskaty
Drugim z kolei następcą biskupa Pawła był Jan Muskata, który na początku XIV wieku rozbudował zamek, otaczając go wałem ziemnym z budynkiem bramnym (być może w formie wieży) i fosą. Budynek bramny, do którego przylegał aneks, zaopatrzony był w dodatkowe urządzenie obronne – tzw. suchy basen, tj. rodzaj suchej fosy, zajmującej najniższą kondygnację. W czasie braku zagrożenia przerzucony był nad suchym basenem drewniany pomost. Dziedziniec zamkowy utwardzono wylewką wapienną, pokrytą wkrótce cienką warstewką zielonkawej gliny, na której z kolei umieszczono bruk z płyt wapiennych. Rozbudowa objęła również samą wieżę mieszkalną, do której dobudowano wzmacniające przypory oraz ułatwiającą komunikację zewnętrzną klatkę schodową. Z wieży poza teren zamku biegła też tzw. wycieczka, czyli tajne przejście, zachowane do czasów współczesnych. Stanowił je wykop ziemny o przekroju 1,2 x 1,2 m, przykryty niefundamentowanym kamiennym sklepieniem. Na przedzamczu, znajdującym się poza wałami na obszarze dawnego zamku Pawła z Przemankowa, wzniesiono prawdopodobnie też wówczas zespół zapewne drewnianych budynków gospodarczych. Wśród nich już w I połowie XIV w., może jeszcze za czasów Muskaty, mógł znajdować się (być może murowany) dwór - wygodniejszy, niż rezydencja wieżowa. Poświadczony jest on jednak źródłowo w sposób pewny dopiero w końcu XIV w.
Jan Muskata pozostawał w konflikcie z Władysławem Łokietkiem oraz większością mieszkańców Małopolski. Ustanowił on Sławków swoją główną kwaterą, w związku z czym w 1309 r. wojska księcia zdobyły miejscowość. Zamek pozostawał w rękach tego władcy prawdopodobnie aż do śmierci krakowskiego hierarchy w 1320 r.

### Okres rządów Jana Grota
W 1327 r. zamek wraz z miastem zajęły wojska czeskie Jana Luksemburczyka w pochodzie na Kraków. Wycofały się jednak jeszcze wiosną tego samego roku wskutek protestu króla węgierskiego Karola Roberta. Następnie miała miejsce ponadroczna okupacja węgierska miasta i z pewnością również zamku. Jan Grot odzyskał Sławków wskutek napomnień papieskich pod adresem władców Czech, Węgier i Polski. Jego przebywanie na zamku poświadczone jest źródłowo w 1337 r.

### Okres rządówJana Radlicy
W 1389 r. wzmiankowany jest dwór w Sławkowie jako budowla osobna od zamku obronnego. Dwór biskupi istnieje do dziś w szacie nowożytnej i znajduje się w rękach prywatnych; znany jest pod nazwą „lamusa”. Datowany jest przeważnie na XVI lub XVII wiek, ale grube, ponad dwumetrowe mury i dokument, mówiący o istnieniu dworu w 1389 r., mogą świadczyć o średniowiecznym pochodzeniu budynku. Grubość murów i otwory szczelinowe w najniższej kondygnacji sugerują, że mimo położenia poza wałami właściwego zamku, mógł on mieć częściowo charakter obronny. Według dużo późniejszych opisów z inwentarza z 1645 i 1668 r. cały zespół przedzamcza był zresztą słabo ufortyfikowany, choć nie wiadomo, czy można to odnosić do okresu średniowiecza.

### Okres rządów Zbigniewa Oleśnickiego i czasy późniejsze
Złupienie Sławkowa przez husytów w 1433 r. oraz spalenie miasta rok później przez raubrittera i awanturnika politycznego Mikołaja Kornicza Siestrzeńca nie przyniosło prawdopodobnie dużych szkód zamkowi. W 1455 roku zamek został natomiast zniszczony wraz z miastem przez wspomagane ochotnikami śląskimi nieopłacone zaciężne oddziały polsko-morawskie Jerzego Stosza i Jana Świeborowskiego, walczące u boku Kazimierza Jagiellończyka przeciwko Krzyżakom. Brutalność najazdu spowodowana była osobistym konfliktem Jana Świeborowskiego z wójtem sławkowskim, Mikołajem Gunią.
Dawniej uważano, że zamek po tym wydarzeniu nie został już odbudowany, czemu zaprzeczył jednak odkryty Bibliotece w Würzburgu widok m.in. Sławkowa z 1536/1537 r. Prawdopodobnym fundatorem odbudowy zamku był jeszcze biskup Zbigniew Oleśnicki, zmarły w tymże samym 1455 r. Wieża otrzymała wówczas późnogotycki dach brogowy. Rumowiska na dziedzińcu nie uprzątnięto, lecz położono na nim nowy bruk.
Wspomniany już widok Sławkowa z przełomu lat 1536/37 pokazuje wieżę w dobrym stanie z widoczną zewnętrzną klatką schodową, a przed nim zabudowę przedzamcza – trzy budynki. Pierwszy z nich to prawdopodobnie sam dwór.
Już w inwentarzu klucza dóbr sławkowskich z 1645 r. nazwa „zamek” przenosi się na zespół dworski na przedzamczu. Nie są znane losy zamku w okresie „potopu” szwedzkiego, choć można spotkać się z twierdzeniem, że warownia ucierpiała w 1655 r.
W czasie wykopalisk na terenie zamku odkryto m.in. głównie XV-wieczny zespół militariów (w tym folgi pancerza folgowego) i przedmiotów związanych z jazdą konną, a także liczne XVI-wieczne kafle piecowe, m.in. z przedstawieniami rycerzy i dworzan.
Zamek biskupów krakowskich obejmuje swoim zasięgiem teren między obecnymi ulicami Zamkową, Garncarską (dawniej Wąską) i Browarną, przekracza zaś ulicę Staropocztową. W 2016 roku archeolodzy natrafili na tunel pod zamkiem nieznanej długości i przeznaczenia.

## Galeria

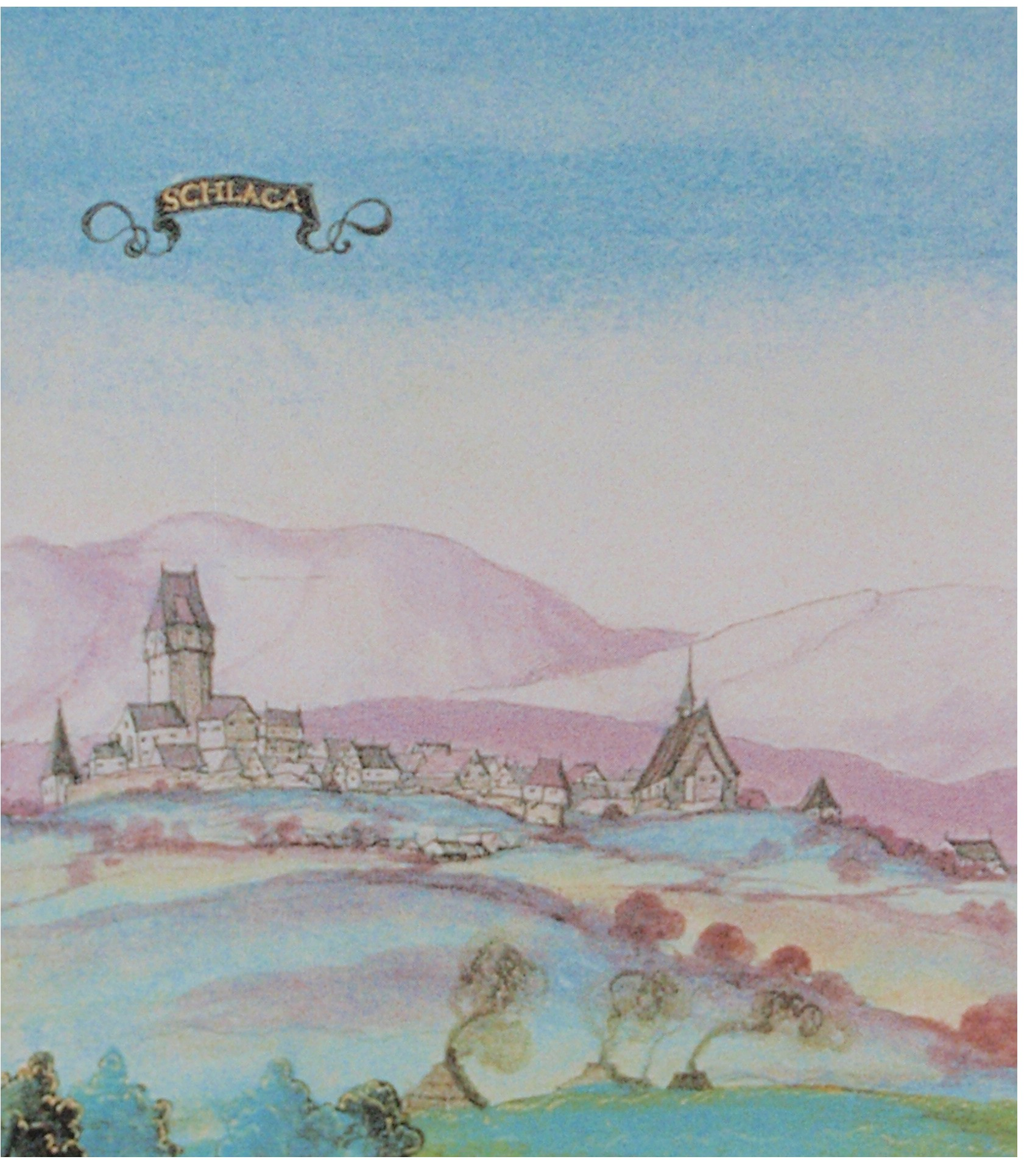
XVI-wieczna panorama Sławkowa. Widoczna wieża mieszkalno-obronna zamku z ryzalitem klatki schodowej. Przed wieżą 3 budynki zespołu dworskiego
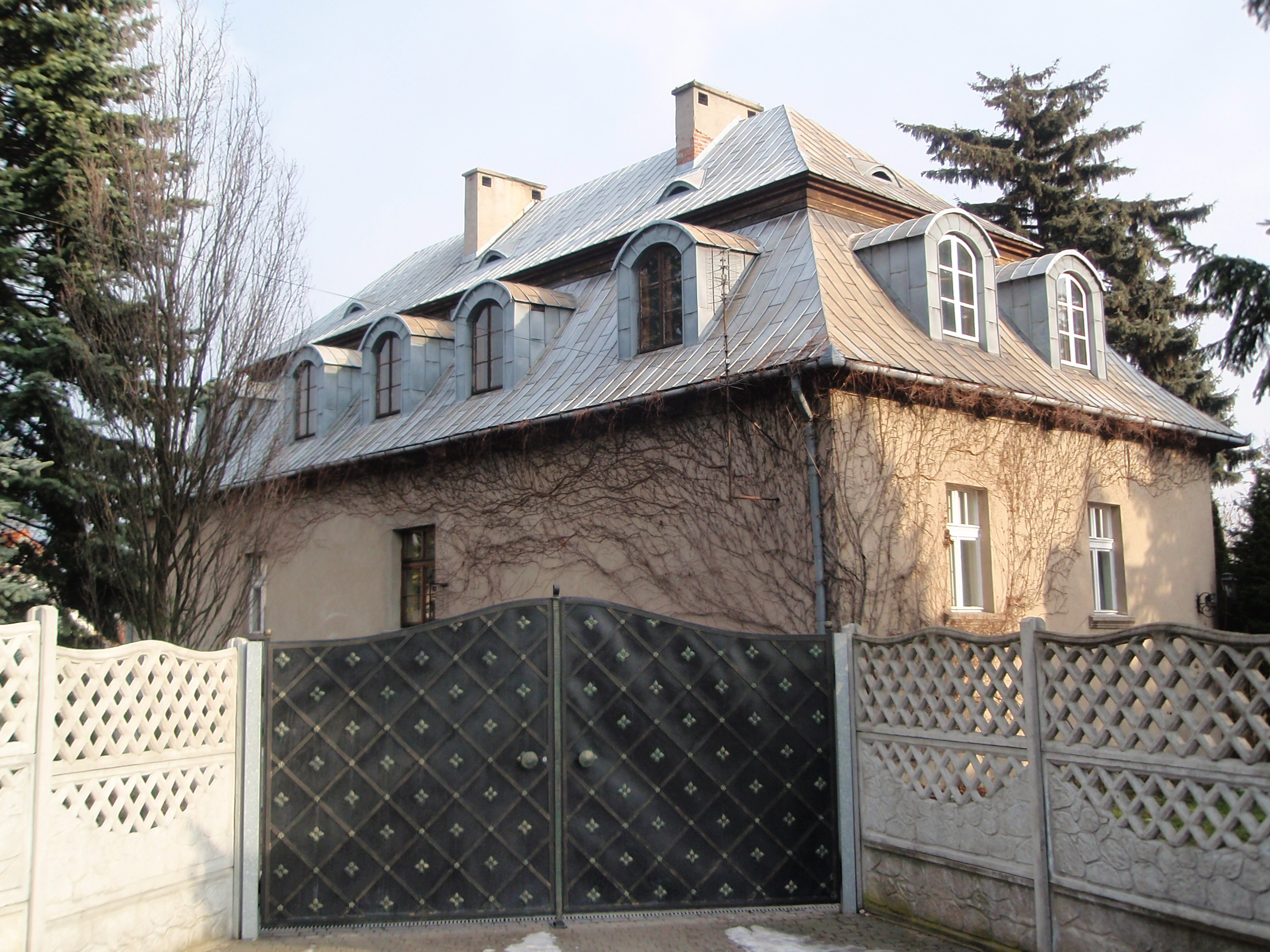
Budynek dawnego dworu biskupiego
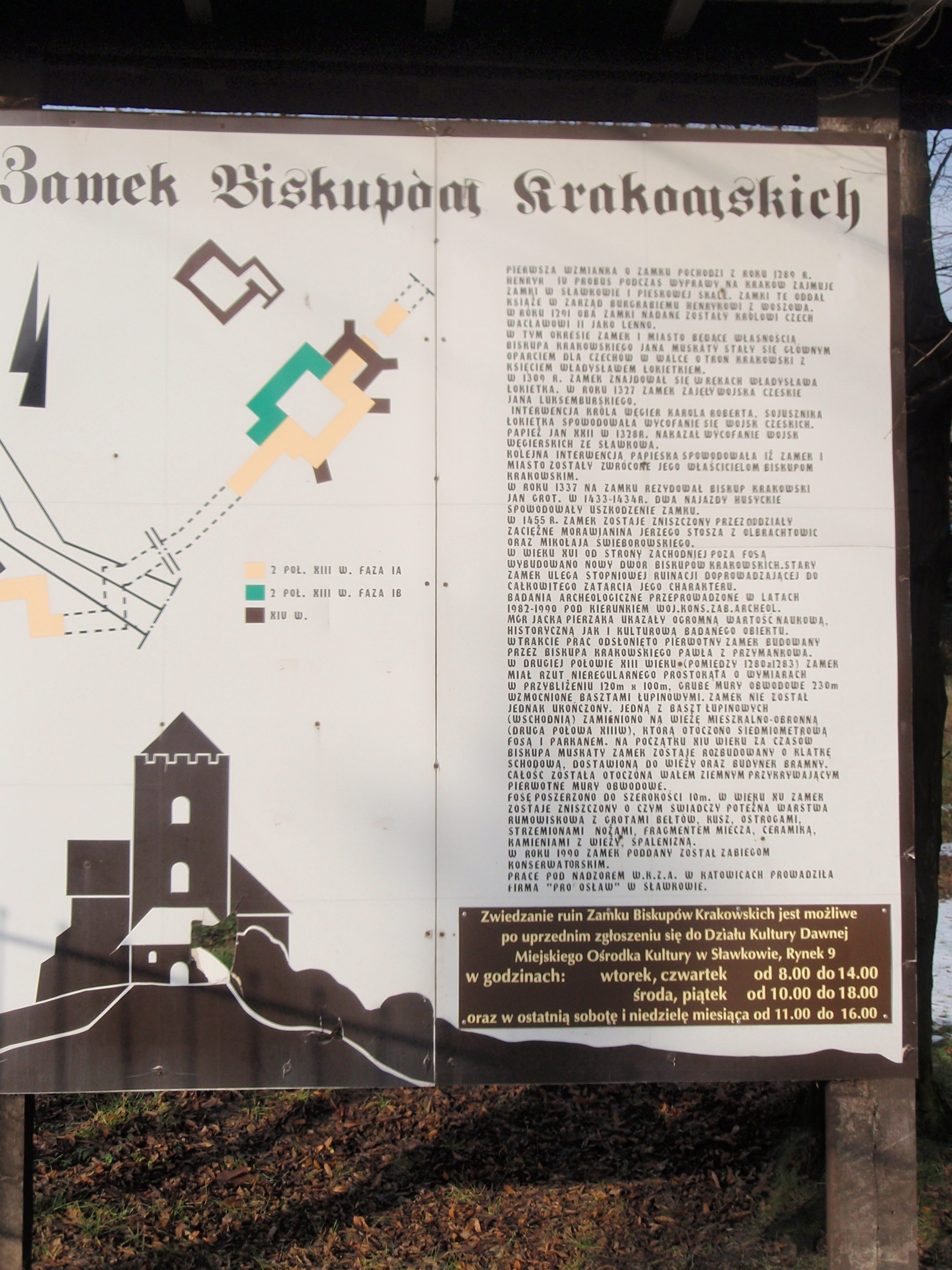
Tablica informacyjna
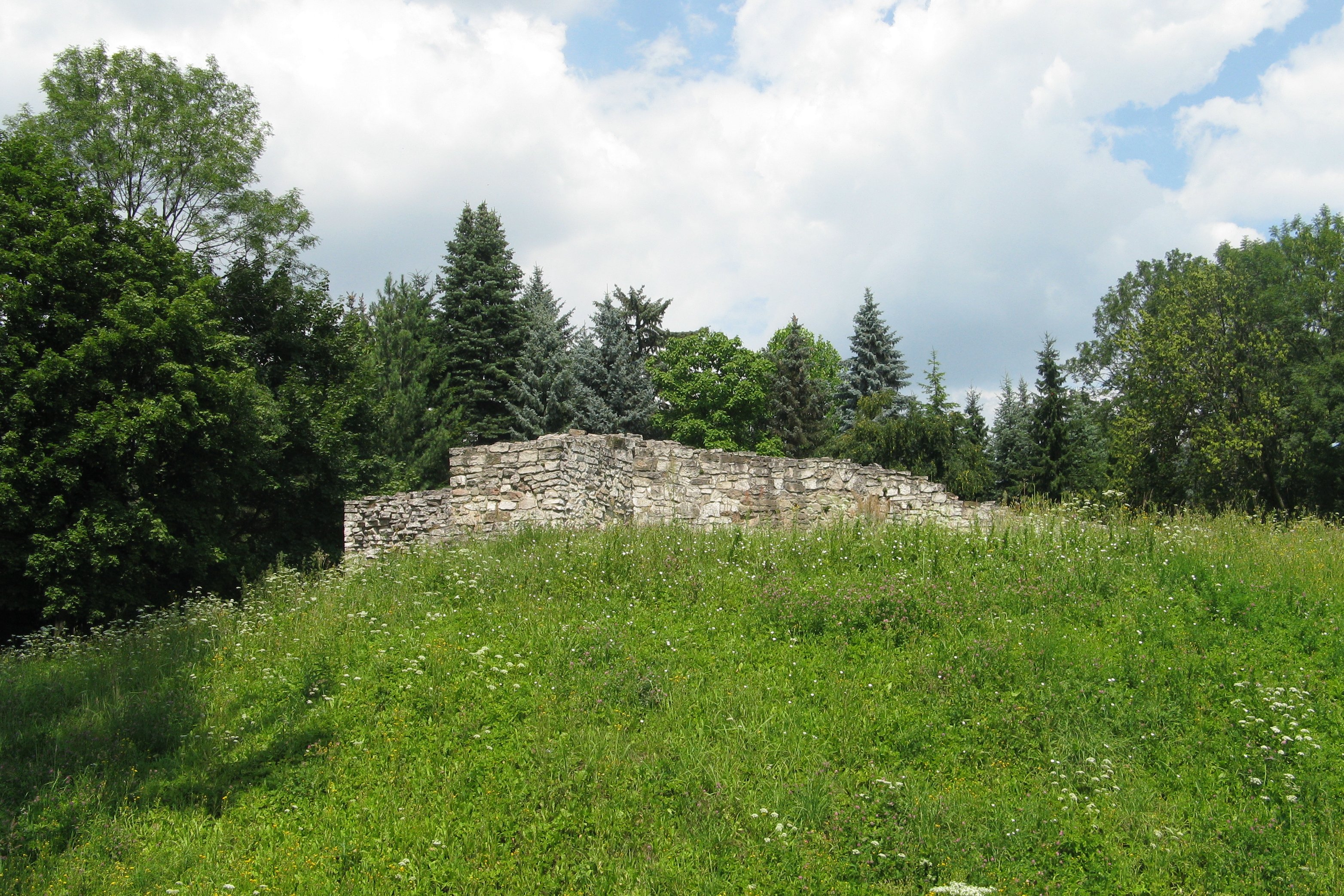
Ruiny (2018)